# Kateřina Ondřejková
Kateřina Ondřejková (28. října 1966, Ostrava) je česká kreativní producentka a dramaturgyně.

## Životopis
Vystudovala obor Teorie kultury na Filozofické fakultě Univerzity Palackého v Olomouci. Krátce po studiích nastoupila do ostravského studia České televize, kde působila na pozici dramaturgyně a posléze producentky. V roce 1995 získala cenu Filmového a televizního svazu Pierot za producentskou činnost. Podílela se na televizních cyklech Medúza, Šumná města, Historky od krbu, Šikulové aj.
Mezi lety 2009 a 2012 byla členkou Rady Státního fondu pro podporu a rozvoj české kinematografie. Zastávala pozici projektové manažerky v projektu Ostrava 2015 – kandidát na Evropské hlavní město kultury. 
Od roku 2012 je kreativní producentkou multižánrové tvorby televizního studia ČT v Ostravě, kde se orientuje na projekty využívající potenciálu regionu severní Moravy a Slezska. 
Je trojnásobnou držitelkou Českého lva za minisérii Herec (Nejlepší televizní film nebo minisérie), Spravedlnost (Nejlepší televizní film nebo minisérie) a komediální seriál Dabing Street (Nejlepší dramatický televizní seriál). Stála u vzniku projektů, které získaly i další ocenění jako je Zlatý ledňáček nebo Prix CIRCOM Regional Award. Filmy, na kterých pracovala v koprodukci se zahraničními štáby, se dostaly na mezinárodní filmové festivaly - MFF Cannes (sekce L´ACID),  MFF Karlovy Vary, Art Film Fest Trenčianské Teplice, Festival du cinéma européen en Essonne, Prix CIRCOM Regional, IDFA Amsterdam, Hot Docs Toronto, IFF Moscow a další.
Od roku 2020 vede dílnu na magisterském studiu na katedře produkce FAMU v Praze.

## Filmografie
- Zahrádka ráje (1994)
- Kanárek (1999)
- Černobílá v barvě (1999)
- Radhošť (2002)
- Cesta do lesa (2012)
- Ženy, které nenávidí muže (2012)
- Zakázané uvolnění (2014)
- Díra u Hanušovic (2014)
- Kdyby byly ryby (2014)
- Cesta ven (2014)
- Učitelka (2016)
- Slíbená princezna (2016)
- Skokan (2017)
- Kozy léčí (2017)
- Švéd v žigulíku (2017)
- Nádraží (2017)
- Kvarteto (2017)
- Spravedlnost (2017)
- Úsměvy smutných mužů (2018)
- Doktor Martin (2018)
- Dabing Street (2018)
- Staříci (2019)
- Hodinářův učeň (2019)
- Budiž světlo (2019)
- Sarkofág pro královnu (2019)
- Poslední aristokratka (2019)
- Princip slasti (2019)
- Zkáza Dejvického divadla (2019)
- Strážmistr Topinka (2019)
- Bourák (2020)
- Modelář (2020)
- Stockholmský syndrom (2020)
- Grand Prix (2022)
- Stíny v mlze (2022)
- V exekuci (2022)
- Il Boemo (2022)